# 街頭藝術

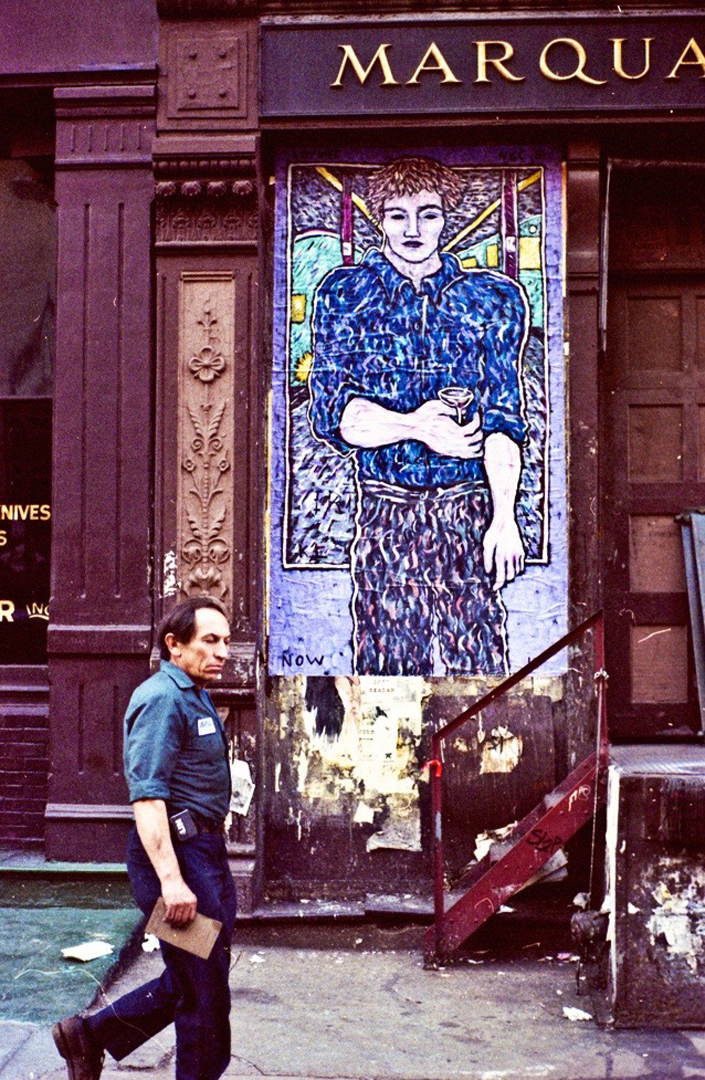
1985年凯文·拉米在纽约的一处街头艺术

Graffiti by Banksy (Bristol, 2000s)

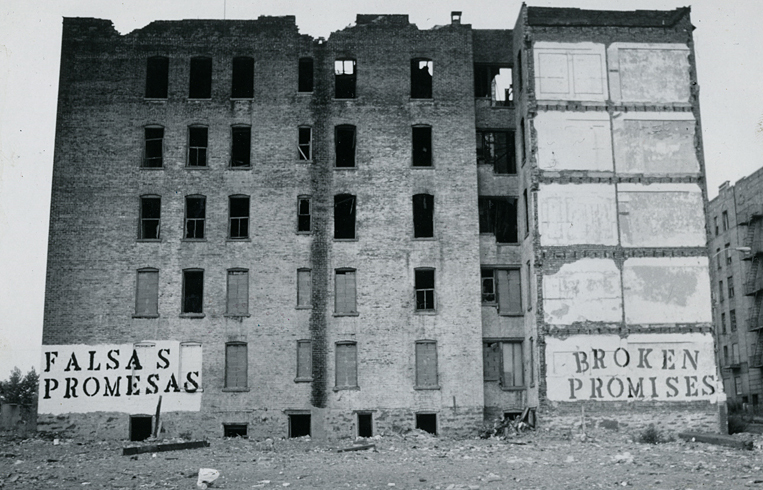
John Fekner: Broken Promises/Falsas Promesas, South Bronx, 1980.

街頭藝術（英語：Street art）是一種創作於公共場域的視覺藝術，通常是在未經批准的狀態下創作，而非傳統的藝術場所。街頭藝術這個詞在80年代早期的塗鴉蓬勃期間開始廣為人知，並也概括了現代所謂的板模塗鴉（Stencil graffiti）、海報黏貼（Wheatpasted poster Art）或貼紙藝術（Sticker Art）、街頭裝置或雕塑（Street installation or Sculpture）等，那些選擇了以街道做為畫廊的藝術家往往偏好直接與公眾交流，不受限於正規藝術界的限制。
而城市藝術（Urban Art）、游擊藝術（Guerrila Art）、後塗鴉（post-graffiti）和新塗鴉（neo-graffiti）在上述背景下產生時有時也會被稱做街頭藝術。此類則不包括領土塗鴉（territorial graffiti）和人為破壞。
那些選擇了以街道做為畫廊的藝術家往往偏好直接與公眾、非正規藝術界的人們進行交流。這些街頭藝術家常會在作品中注入如社會議題、審美價值等內容來吸引關注，也可做為藝術挑釁（art provocation）的一種形式。
如今的街頭藝術家常在各國之間旅行，傳播他們的設計，有些街頭藝術家已經獲得大量的文化追隨者、媒體和藝術界的關注，並使用他們的這些街頭藝術風格進行商業合作。

## 背景
由藝術家們想藉由非藝術的背景來挑戰藝術而產生。街頭藝術家不渴望改變自己作品的定義，而是試圖用他們的語言來質疑現有環境。街頭藝術家和藝術家的分別最主要的地方是驅動他們的“動機”和“目的”。街頭藝術家傾向用他們獨特的創作傳達一些與社會相關的議題，通過每個人不同的想像而得到各自不同的價值觀。這是城市藝術（Urban Art）中一種非常強力且具有實踐主義（Activism）及顛覆性（Subversion）的藝術。街頭藝術是一個強而有力的平台，它可以接近大眾，也是受政治壓迫下表達的有效方式，亦是僅有少數資源的人們創造改變的的好方式。 常見的變種有廣告破壞（adbusting）、顛覆廣告（subvertising）及其他的文化干擾（culture jamming），廢除私有財產（abolishment of private property），及收回街道（reclaming the street）。

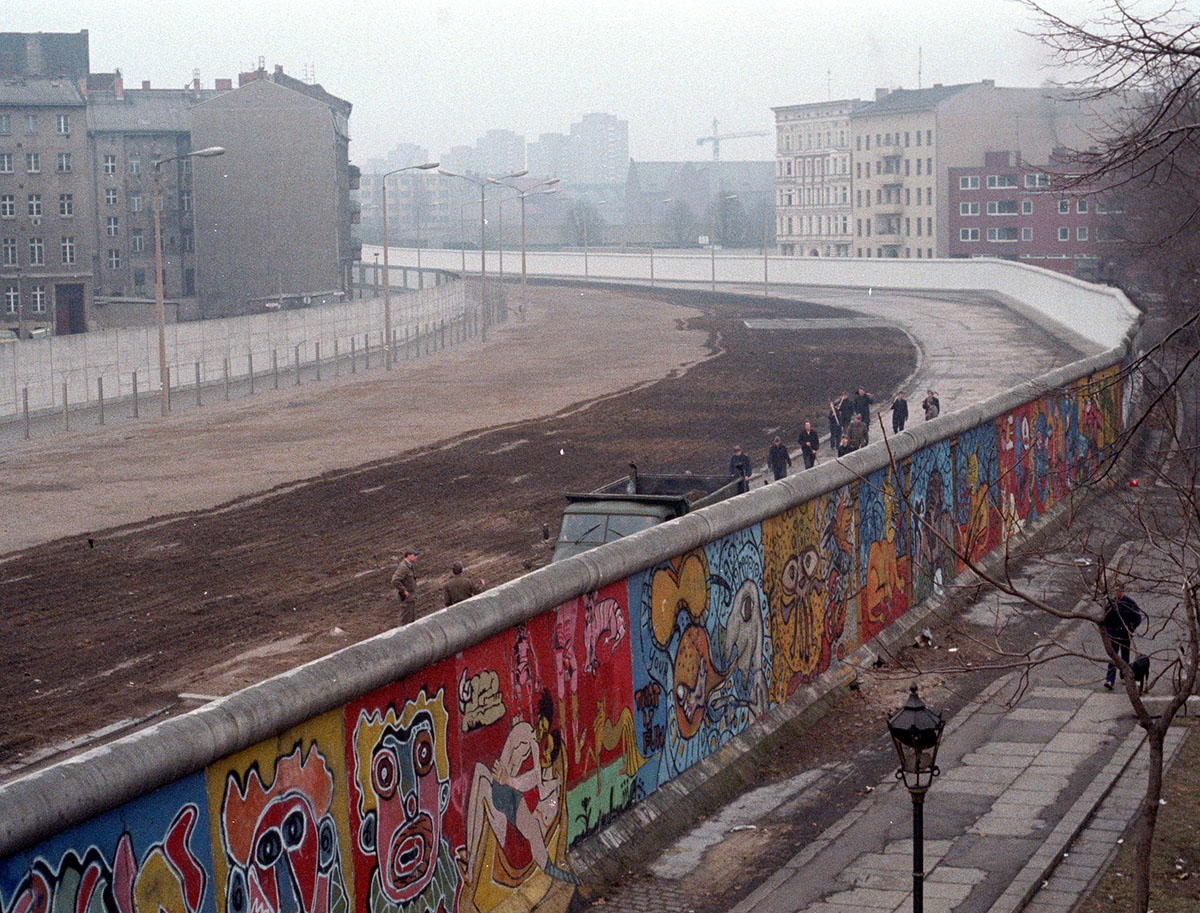
德國的柏林圍牆在1961~1989年存在期間成为藝術家的画布（1986年攝）

有些街頭藝術家會用些“聰明的破壞”，藉此來提高大眾對社會問題及政治問題的認識，而有些則是看到城市空間是種可做為展示個人作品的尚未開發的新格式，而有些則是樂於在公共場所安裝非法藝術品所帶來的挑戰和風險。最普遍的動機，也就是如果不是街頭藝術，而是利用公共空間給的部分藝術家放置視覺藝術作品來，會讓人感到被剝奪公民權來使這些作品獲得比傳統藝術或畫廊更多的觀眾及人氣。
傳統的塗鴉藝術家（Graffiti Artist）使用噴漆來創作自己的作品，而“街頭藝術”則包括許多其他的媒體和技術，如LED藝術（LED Art）、馬賽克磁磚（mosaic tiling）、模版藝術（stencil art）、貼紙藝術（sticker art）、鎖定雕塑（“Lock-on” street sculpture）、街道安裝（Street installizations）、小麥黏劑黏貼（wheatpasting）、woodblocking、紗轟炸（yarn bombing）...等。而對街頭藝術家來說，新的媒體形式，如投影到城市中的大型建築，是一種日益流行的工具，且可用較為便宜的軟硬體設備來與企業廣告競爭抗衡。這就像開放原始碼的軟體一般，街頭藝術家們創造了一些可以讓他們的藝術由個人電腦走入公共領域的工具的同時，也創造了可供大家免費使用的藝術方式讓我們可以與公司為了獲取利潤做出的廣告們競爭。
在現代社會，街頭藝術已經是一個熱門話題，有些人認為這是犯罪行為，也有些人認為這是藝術形式。街頭藝術家可能會被控告惡意破壞、惡意惡作劇、故意毀損財物、非法侵入或其他反社會行為等罪名。法律上則因各地區有所不同。

### 起源
抗議的標語和在牆上留下對政治社會評論塗鴉是現代塗鴉和街頭藝術的先驅，並持續發展成其中一個流派。街頭藝術的文字及標誌性的圖形，如同企業商標般，成為區域、時代中一個大眾知名但卻神秘的符號。
有些人認為在二戰時期的「Kilroy Was Here」是早期塗鴉的例子，一條簡單的線，及長鼻子的男人從線後探頭張望。“街頭藝術的總體吸引力”的作者Charles Panati間接描述了「Kilroy Was Here」的塗鴉是"outrageous not for what it said, but where it turned up."（不論有多荒謬，但它開啟了這扇門。）
可被定義為街頭藝術的起源大部分可追溯至紐約的地鐵塗鴉熱潮，開始於1960年代，並於1970年代逐漸成熟，而在1980年代的以Brox為中心達到地鐵塗鴉的最高峰。
隨著1980年代的發展，街頭藝術由原本文本式的作品開始在這10年間轉換成視覺概念的街頭藝術，如Richard Hambleton的“影子人物”（pictured above），Keith Harling的“地鐵廣告顛覆”，Jean-Michel Basquiat的“SAMO tags”...等。 此時街頭藝術還沒有被認定是種現實中的職業，即使是其中的分支“板模塗鴉”都仍處於起步階段，最常用於樂團和各種社團宣傳而用的複製藝術，並與小麥黏劑黏貼（Wheatpasting）海報結合，在城市中的各個俱樂部中出現。

### 早期代表性作品

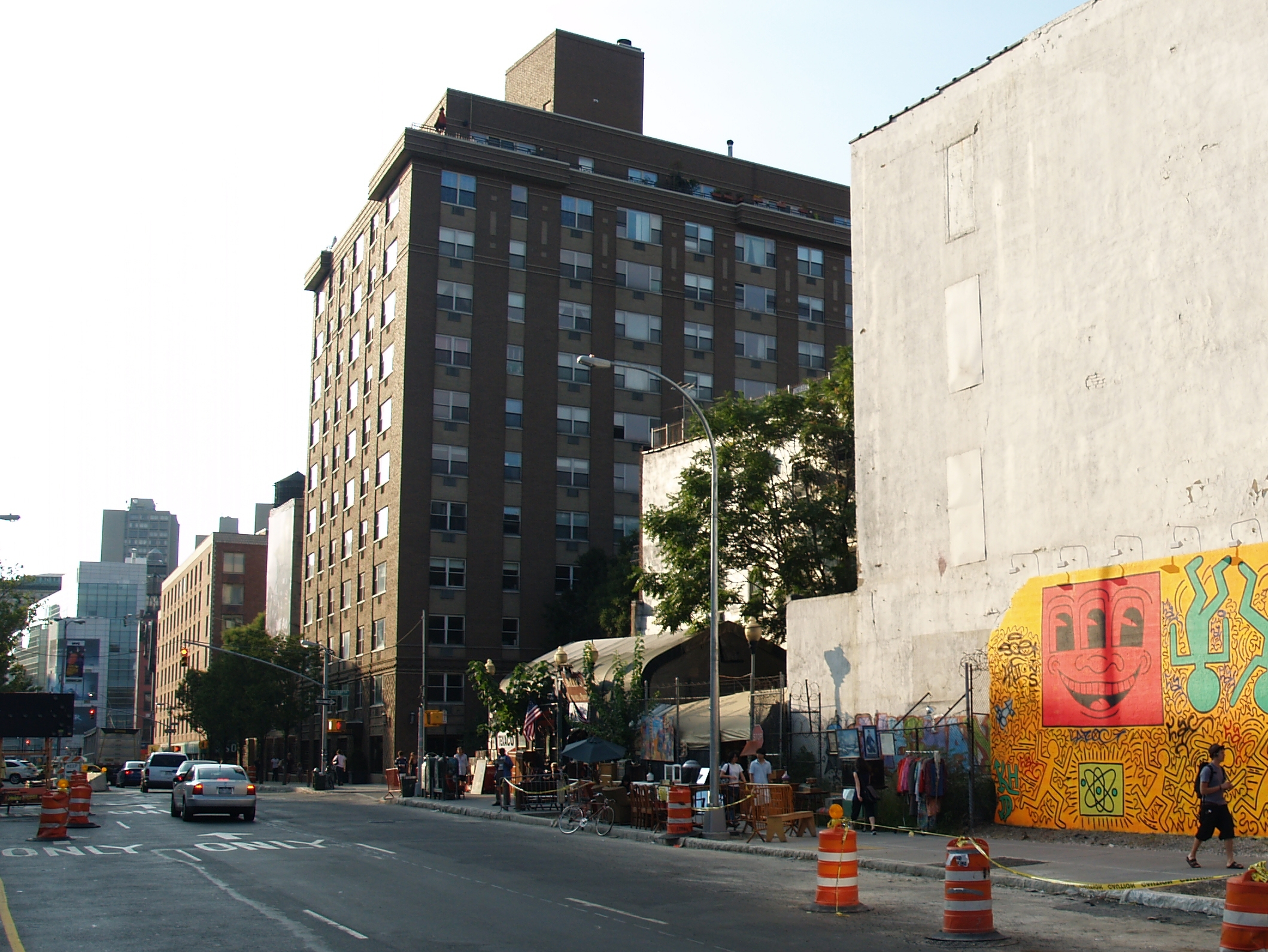
The 2010 recreation of Keith Haring's original 1982 mural; New York City's Bowery Mural wall at Houston Street and the Bowery.

在1970年代以來，紐約的Houston Street和Bowery西北壁一直是藝術家們的目標。現在這個地點常被稱為Bowery Mural（包厘街壁畫），它的起源是一面可供藝術家自由進行塗鴉創作的廢棄牆面，在1982年時Keith Harling曾經攻占滿整面牆，各路街頭藝術家們也蜂擁而至，使得這面牆名聲大噪。2008年牆面開始成為私人管理，只有透過委託或邀請藝術家才能在此創作。
1970年代末期，蘇活區出現了由René Moncada所作一系列“I AM THE BEST ARTIST René”的壁畫，René描述他的壁畫作品是一種藐視藝術界的行為，他一開始幫助那些藝術界的拓荒者，但後來卻被無情的忽略了。這被認為是最早期的藝術挑釁（art provocation）之一。他們那時談論辯論當時的主題及相關的法律問題等，提出了關於藝術家的權利、智慧財產權以及憲法第一修正案的討論。而René佈滿整個牆面的壁畫也成為廣受觀光客和藝術學生喜愛的攝影地點，並時常成為廣告的背景和好萊塢電影的取景地點。而IATBA壁畫也經常受到汙損破壞，但只會由René來維修重繪。

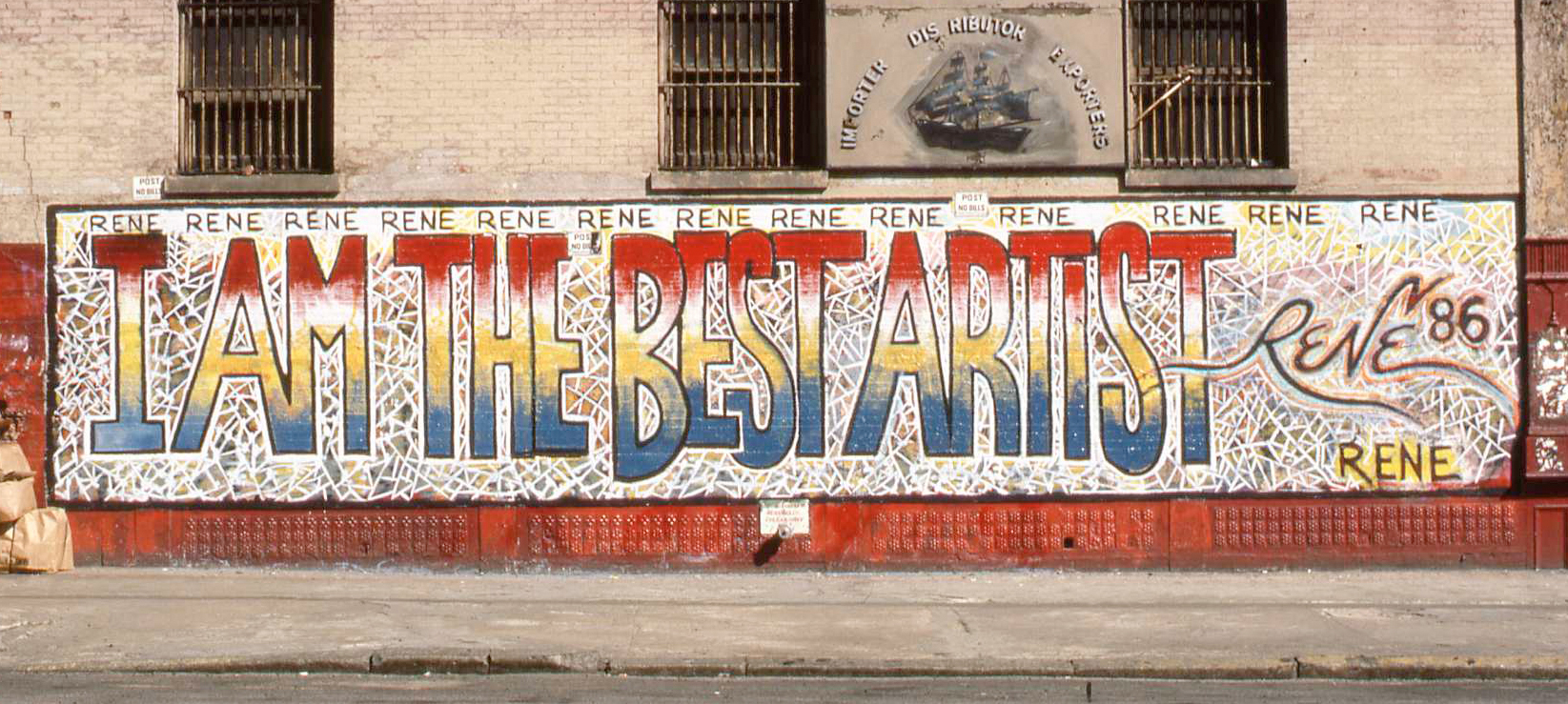
René Moncada（英语：René Moncada）: I AM THE BEST ARTIST René（英语：I AM THE BEST ARTIST Rene）, New York (1986).
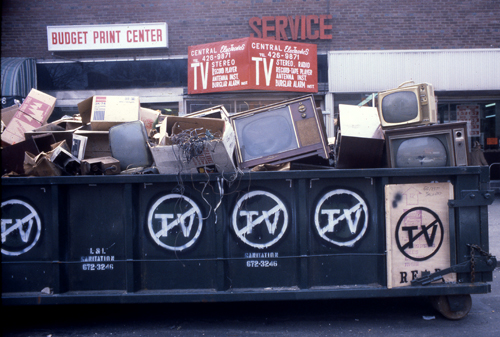
John Fekner（英语：John Fekner）: No TV, street installation, New York (1980).

### 展覽
1981年,華盛頓藝術計畫舉辦了一個以Street Works為主題的展覽,其中邀請了包括了都會藝術的先驅John Fekner, Fab Five Freddy ,和 Lee Quinones等人直接在街上創作。
Fekner曾經定義街頭藝術是＂all art on the street that’s not graffiti＂,而Cedar Lewisohn的書Street Art則認為是:塗鴉的革命,伴隨著2008年英國泰特現代美術館的街頭藝術展覽而生,而Lewisohn正是那時的館長。

## 商業化
一些街頭藝術家的作品贏得了國際社會的關注,並成功的從街頭藝術全面過渡到主流藝術(有些仍持續在街上創作)。Keith Haring是1980年代最早一波這樣做的人。傳統的塗鴉和街頭藝術的圖案也越來越被廣泛的納入主流廣告中,也有很多以平面設計師的身分和各公司簽約。如塗鴉藝術家Haze為Beastie Boys 和 Public Enemy設計音樂的文字和圖像,而Shepard Fairey則為當時的總統候選人歐巴馬的競選製作了街頭海報,而有一個版本被刊載在時代雜誌的封面,而開始有了自己的商品線,這對街頭藝術家來說是非常罕見的。

## 世界各地的街頭藝術
世界各地都存在著街頭藝術家。在某些先鋒藝術家和特定媒介或技術的先驅出現後,有些城市和區域城鎮成為某些街頭藝術社群的根據地, 國際知名的街頭藝術家則會在這些地點間旅行來推廣和展覽他們的作品。

### 北美洲
紐約是個街頭藝術聖地,吸引著來自世界各地的街頭藝術家
在20世紀80年代的曼哈頓蘇活區和東城的空置的街區，後塗鴉蓬勃發展。切爾西藝術區也變成了另一個區域，地區的畫廊也會為街頭藝術家的作品舉辦展覽。而布魯克林Williamsburg 和Dumbo街區 - 特別是靠近海濱 - 是公認的街頭藝術集散地。
在費城和匹茲堡賓夕法尼亞州城市項目提供資金給街頭藝術家或街頭藝術團體們妝點城市機構。費城於1984年設立的街頭藝術獎項"Mural Arts Program"為他們贏得了"壁畫之城"的美譽。
這個計畫使得街頭藝術及塗鴉藝術家們們能更建設性的發揮他們的天賦。而匹茲堡亦設立"The Sprout Fund in Pittsburgh"來資助街頭藝術及壁畫的成長,"The Sprout Fund in Pittsburgh"也在2006年的Pittsburgh City Paper 中被譽為最佳公共藝術。
喬治亞州的亞特蘭大和佛羅里達的邁阿密 則是南部的城市中擁有街頭藝術團體活躍的區域。
街頭藝術圍繞亞特蘭大中心而生, Old Fourth Ward 和 Reynoldstown 鄰近地區, Krog Street Tunnel,及沿著BeltLine鐵道蔓延在城市四周。亞特蘭大在2001年成立了一個塗鴉專案組(Graffiti Task Force)。即使成是選擇了一部分壁畫不會成為塗鴉專案組的目標,但他們卻忽略了受歡迎的Krug Street隧道的街頭藝術。 由亞特蘭大每年舉辦的Living Walls 街頭藝術會議而使其逐漸發展。他們會以各個單位來採取行動來表達對逮捕街頭藝術家這件事的不滿,有些人認為亞特蘭大的塗鴉專案組(Graffiti Task Force)根本是"誤導"和"徒勞"的。
邁阿密'Wynwood 周遭的藝術區設立了 "Wynwood Walls" 街頭藝術壁畫系列,吸引了來自世界各地的街頭藝術家,尤其在巴塞爾藝術博覽會時更是生氣蓬勃。Art Basel Miami.
佛羅里達的Sarasota 亦會每年舉辦街頭藝術活動, 而其中一個分支Sarasota粉筆節(Sarasota Chalk Festival)由知名的藝術家們贊於於2007年成立,但有些街頭藝術壁畫仍因飽受爭議而被清除。
加州以洛杉磯,舊金山,和聖地牙哥為樞紐,是街頭藝術活動頻繁的區域。
其中於2001年開幕的LAB ART Los Angeles畫廊在他們6,500平方英呎的空間中展售街頭藝術作品.這些街頭藝術作品多半來自於當地街頭藝術家,如Alec Monopoly, Smear和Morley 等人。
洛杉磯的鄰近區域好萊塢以及Sunset Boulevard, La Brea Avenue, Beverly Boulevard, La Cienega Boulevard,及Melrose Avenue等街道也是街頭藝術的關鍵區域。
舊金山的 Mission District沿著Clarion 和Balmy Alley以滿佈街道的街頭藝術聞。
而Hayes Valley, SoMa, Bayview-Hunters Point 和Tenderloin亦是街頭藝術盛行的地點。
聖地牙哥的東側小村 Little Italy, North Park,和South Park鄰近區域存在著VHILS, Shepard Fairey, MADSTEEZ, Space Invader, [[Os Gêmeos]等國際知名街頭藝術家的作品,在Barrio Logan鄰近區域的Chicano Park亦可見許多不同的墨西哥藝術家的壁畫。
加拿大的多倫多, 亦有非常著名的塗鴉場景 graffiti scene。
南美洲中則以阿根廷的布宜諾斯和巴西的聖保羅皆已成為當代街頭藝術的中心。
Buenos Aires的街頭藝術家們被認可且受邀至亞特蘭大喬治亞州的Living Walls conference及邁阿密的巴塞爾藝術博覽會中。
聖保羅則擁有享譽國際的街頭藝術街景。
大量待拆除的建築物提供了街頭藝術家們大量的畫布,使得街頭藝術如雨後春筍般湧現而出,政府當局清除的速度亦完全無法跟上街頭藝術出現的速度。
塗鴉戰士們在街上透過街頭藝術及塗鴉來表達"人口密度"和 "城市焦慮"'等議題,符文般的黑色塗鴉控訴著他們對階級矛盾的憤怒與感情。
有影響力的巴西街頭藝術家包括 Claudio Ethos, Os Gêmeos, Vitche, Onesto,和Herbert Baglione等人。

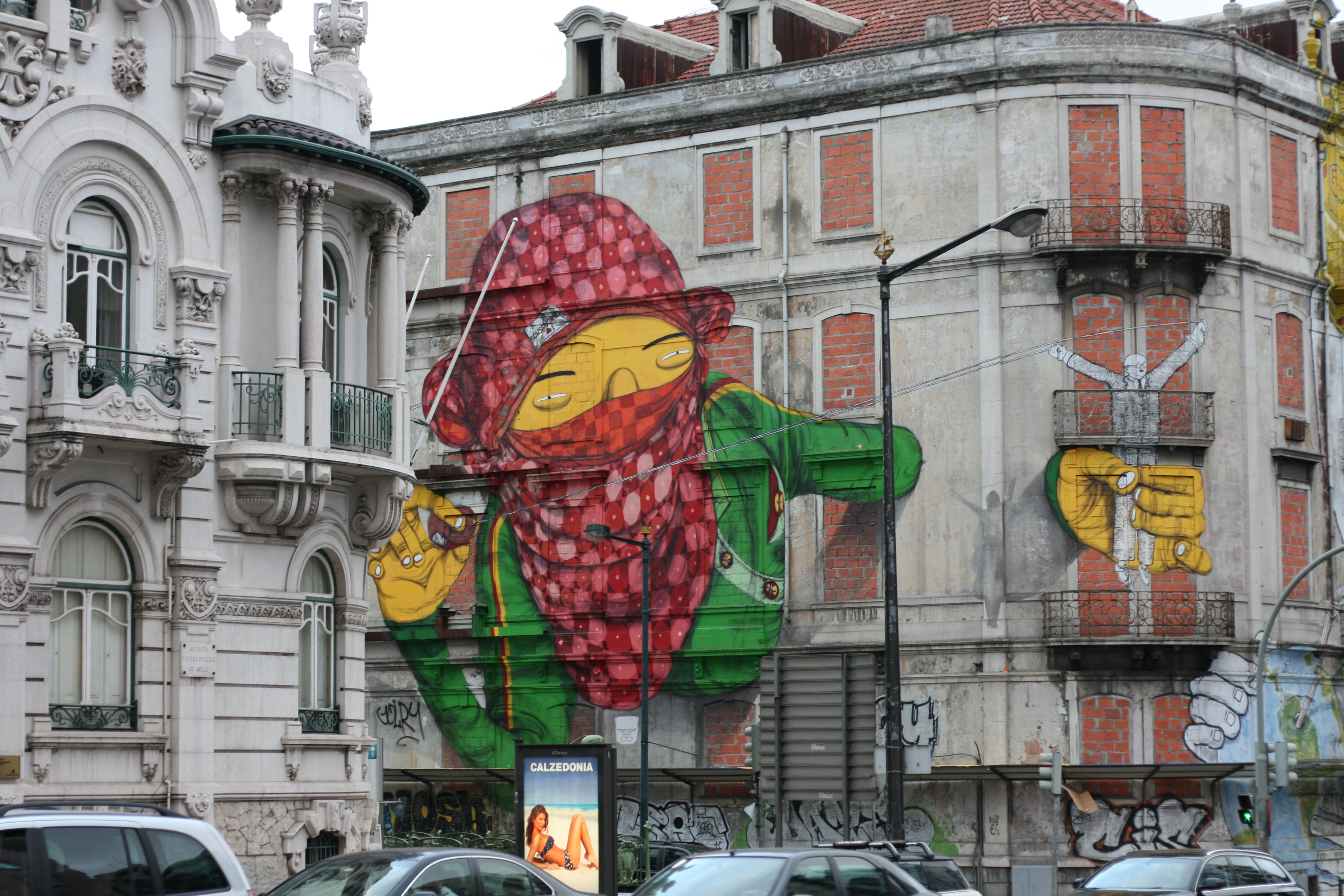
Os Gêmeos（英语：Os Gêmeos）, Lisbon, Portugal (2011).
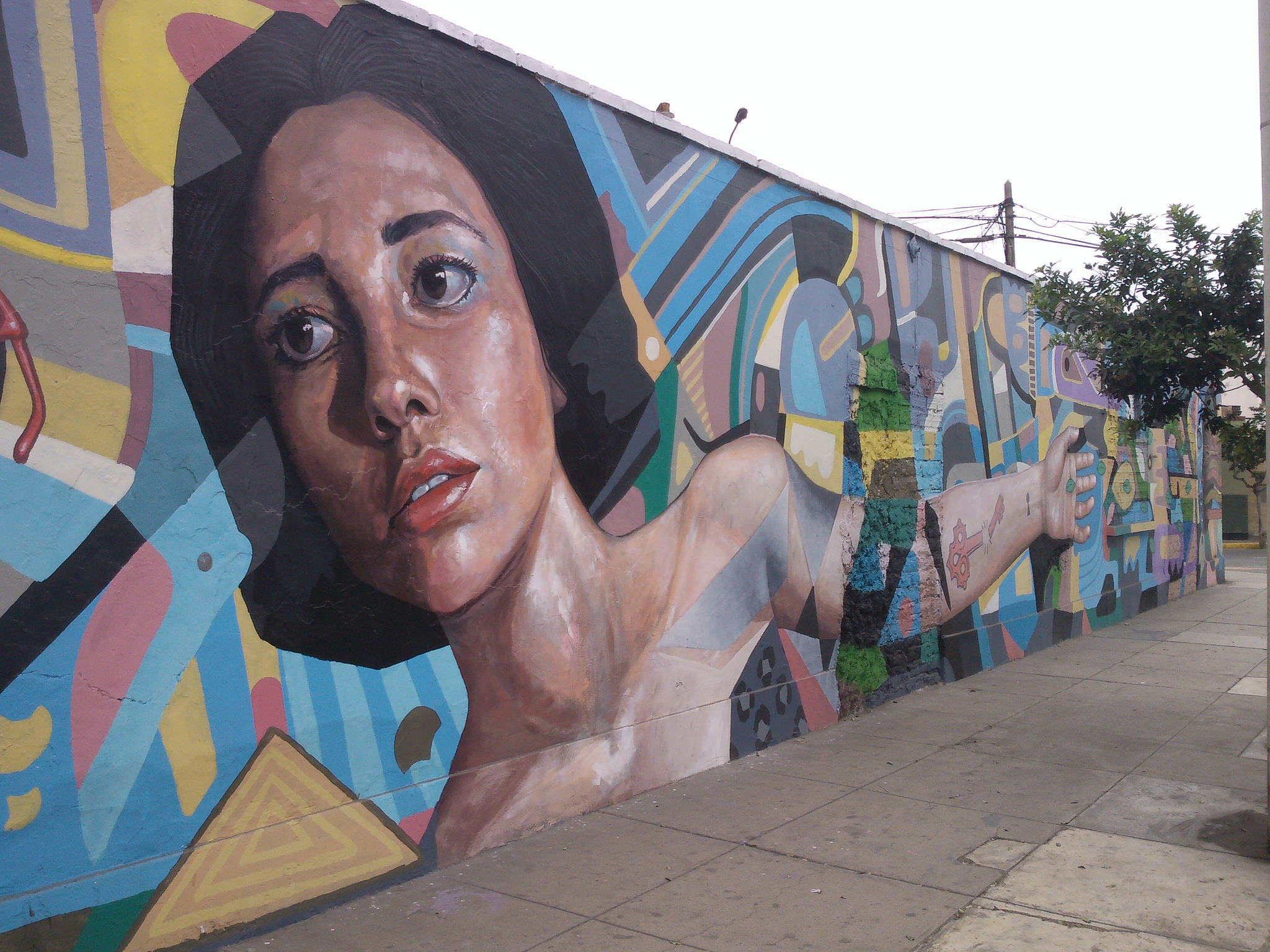
Graffiti in Lima, Peru (2014).

### 歐洲和亞洲
倫敦已經成為世界上最親塗鴉的城市之一。即使官方不斷公開聲明譴責和加重執行,街頭藝術仍舊成為一股巨大的潮流並在各方面逐漸受到群眾接受,例如Stik的畫。
布里斯托也是一個著名的街頭藝術景點,它的成功有部分來自於Banksy.和Inkie策畫的See No Evil。
波蘭有著藝術家Sainer和Bezt著名的大型壁畫在城市的建築和牆上。
巴黎亦是一個街頭藝術活動頻繁的景點,也是許多街頭藝術家如Space Invader和Zevs等人的故鄉。
巴黎街頭藝術的起源可以連結到1940年代的字母派和1950年代開始被繪製在牆面上的情境主義標語。1960年代的新現實主義包括Jacques de la Villeglé, 伊夫·克萊因和Arman影響了公共空間及普普藝術,但他們仍維持著傳統的工作室-畫廊的關係。1962年Christo and Jeanne-Claude的街頭裝置 Rideau de Fer(鐵幕)則是一個未經批准的街頭藝術的早期例子。1970年代Daniel Buren的作品開始出現在巴黎地鐵的特定地點。街頭藝術家Blek le Rat和the Figuration Libre藝術則活躍在1980年代。
柏林圍牆的街頭藝術即使在德國被分為東西德時仍舊持續存在,在柏林回歸後發展更為快速,成為街頭藝術家如Thierry Noir等人活躍的地方。後共產主義,便宜的租金及搖搖欲墜的建築物使這邊很多地區成為街頭藝術家大展身手之處,如Mitte,Prenzlauer Berg,Kreuzberg,和Friedrichshain等地區。
街頭藝術在希臘從1980年代晚期開始就一直非常活躍,但在2011年的經濟危機時上升勢頭在雅典達到最高點,藝術家們在歷史悠久的市中心和Exarhia區創造了大量的寓言式和社會評論作品來表達他們對政府的憤怒。
紐約時報曾刊登了一則關於街頭藝術和一般藝術的危機的報導。
街頭藝術家 Bleeps.gr在Psiri鄰近地區的的作品開始被歸類為"artivism"。
西班牙的沿海城市Barcelona,Valencia和Zaragoza亦有許多充滿活力的街頭藝術作品。
義大利從1990年代末期開始就一直有非常活躍的街頭藝術,有名的街頭藝術家包含BLU,108,和Sten Lex等人。
荷蘭的街頭藝術則是圍繞著阿姆斯特丹，沿著Flevopark，及其東側和Amsterdam Noord的碼頭NDSM，及Red-light District。
著名的街頭藝術家包括Niels Shoe Meulman、Ottograph、Max Zorn、Mickey、DHM, X Streets Collective、Bustart、Mojofoto、Mark Chalmers和街頭藝術團體CFYE。
另外有個街頭藝術團體"Amsterdam Street Art"亦是在此誕生，其目標是促進城市中的街頭藝術達到如同巴黎、倫敦及巴塞隆納般的水平。
挪威的卑爾根是挪威的街頭藝術首府。英國街頭藝術家Banksy曾在2000年時造訪這座城市，啟發了許多當地街頭藝術的創作發展
Dolk是卑爾根當地的街頭藝術家。他的藝術作品在卑爾根城市中皆可發現，在2009年時議會決定用玻璃防護牆保護其作品。
在2001年時，市議會發起了一項的街頭藝術的行動計畫，由2011到2015年，來確保無論在挪威還是斯堪地那維亞，卑爾根將會引領這股街頭藝術的熱潮。
斯塔萬格則是每年一度的Nuart Festival舉辦地，此為歐洲推動街頭藝術的重要活動之一。奧斯陸則相反，採取對塗鴉和街頭藝術零容忍的政策，即便如此，街頭藝術家DOT DOT DOT等人仍在那兒留下了不少作品。
街頭藝術在1990年代開始出現在瑞典，並且逐漸成為公共空間中最受歡迎的藝術形式。2007年Benke Carlsson所著的"Street Art Stockholm"一書記錄了這個首都的街頭藝術。
芬蘭的街頭藝術在1980年代開始突飛猛進，直到1998赫爾辛開始了為期10年的零容忍政策，使得所有形式的街頭藝術都成為違法的存在並會被處以高額罰款，並委託私人承包商執行。這個政策在2008年結束後合法的塗鴉牆和街頭藝術團體才逐漸成立。
在丹麥,自從Faile,Banksy,Ben Eine,和Shepard Fairey在2002–2004年間造訪後,小麥黏劑黏貼和板模塗鴉變得非常盛行,尤其是在哥本哈根的都會區如Nørrebro和Vesterbro等地區。同時哥本哈根也是以鎖定雕塑聞名的街頭藝術團體TEJN的發源地。

Street art by WATTTS in Paris.
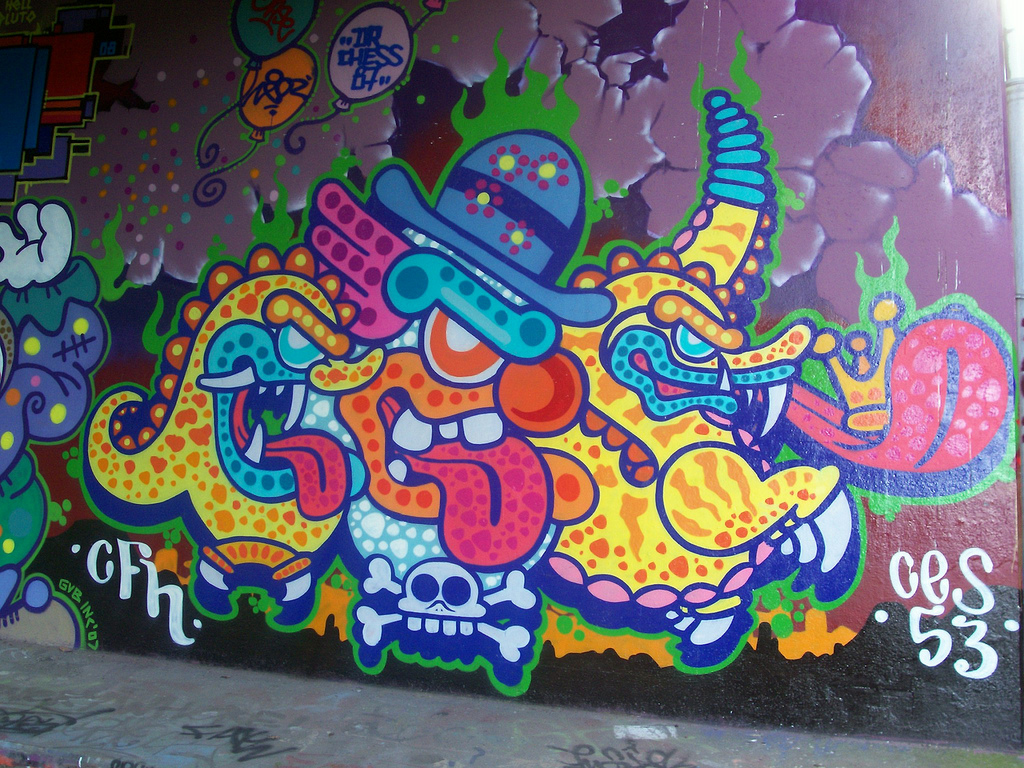
Painting in the Global Tradition by Ces53（英语：Ces53）, a Dutch street artist.
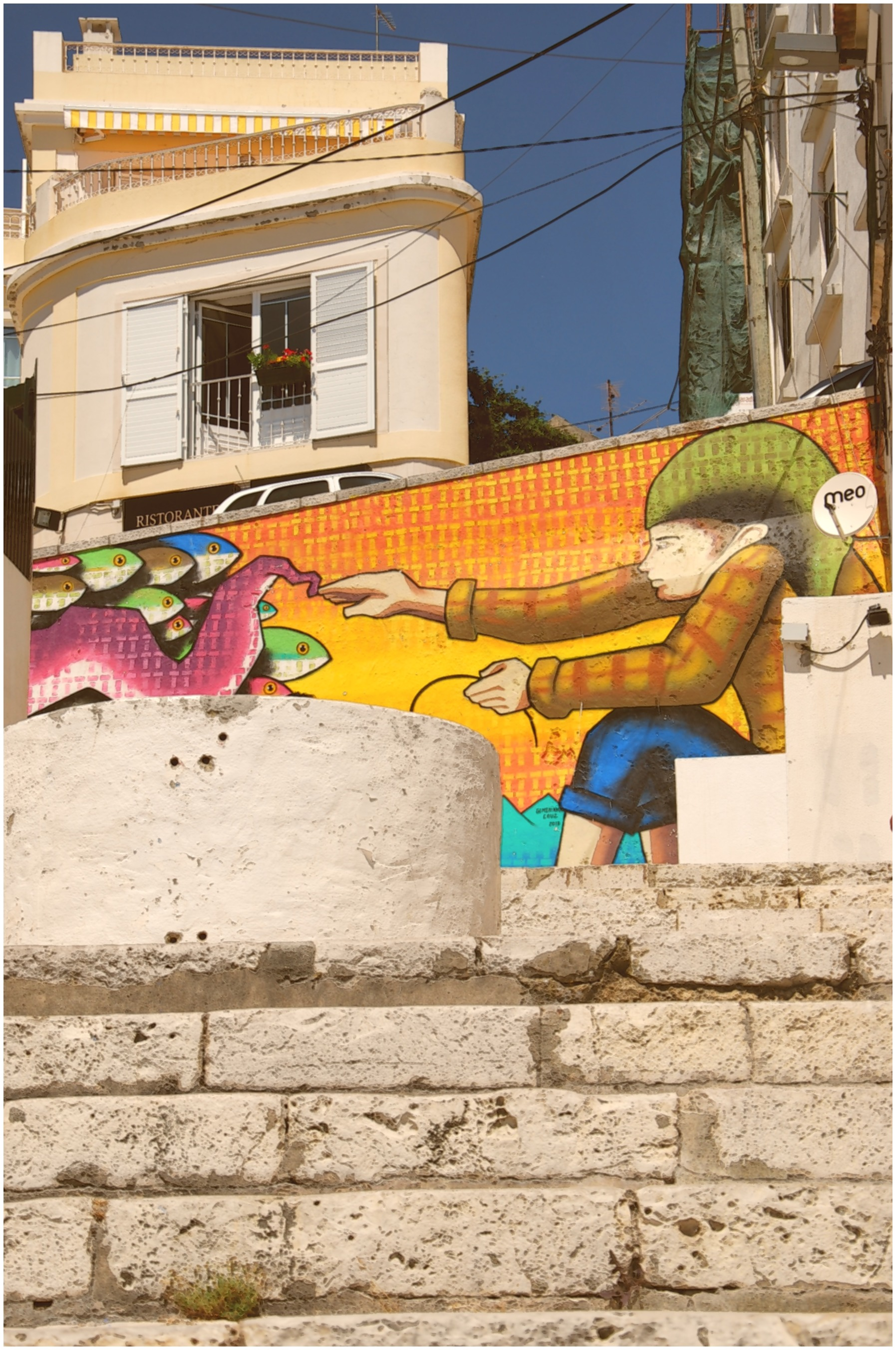
Street art in Sesimbra.

自從1989年共產主義瓦解後,街頭藝術在波蘭開始逐漸盛行。在2001年羅茲市長Hanna Zdanowska的贊助下,該城市有了永續展覽的經費,使其被稱為「城市形態的畫廊」該展覽包含了來自波蘭的菁英街頭藝術家以及其它全球知名街頭藝術家的作品。即使該政府開放讓有持有許可的街頭藝術家妝點城市,且街頭藝術被大多數民眾所接受,但其它屬性的藝術家仍會受到政府取締。華沙和格但斯克則是波蘭其它擁有街頭藝術文化的城市。
保加利亞則在2011年六月有個描繪蘇聯紅軍的紀念碑成為許多匿名街頭藝術家的目標。
位於索菲亞的紀念碑被點綴成[麥當勞叔叔]],聖誕老人,超人...等等。紀念碑在該狀態下保持數天後被清洗掉,但有些居民仍贊成保持紀念碑被改裝後的樣子。
莫斯科的街頭藝術已經成為俄國的街頭藝術家,塗鴉客及各國遊客的樞紐。
在2008年開幕的Street Kit畫廊是專門為了街頭藝術和組織城市中的各個街頭藝術事件而開設。在2009年莫斯科年輕藝術家國際雙年展更有一部分是屬於街頭藝術的分類。
活躍的街頭藝術家包含Make,RUS,來自基輔的Interesni Kazki (亦在邁阿密及洛杉磯地區非常活躍).
英國的BBC在2012年時亦曾專題報導莫斯科街頭藝術家Pavel 183。
在南韓的第二大城釜山,於2012年8月時由Public Delivery邀請德國藝術家Hendrik Beikirch創作了一件超過70英呎高單色描繪的漁夫壁畫,被認為是亞洲最高的一幅壁畫作品。It was organized by Public Delivery.
馬來西亞在2012年時濱城州政府承諾了一個為街道注入活力的計畫,慶祝檳城的喬治市被列為聯合國教科文組織世界遺產。街頭藝術被帶入18世紀的排屋和位於 Weld Quay (Pengkalan Weld)附近的Clan Jetty。在吉寧仔街中心邱公祠附近初步完成,希望藉由政府大力支持的街頭藝術帶來更多的觀光人潮,目前鋼桿雕塑已經融入整個喬治市的建築物牆壁中。

### 澳洲及非洲
墨爾本 (可參考Street art in Melbourne) 是世界上街頭藝術文化最盛行的地方之一,同時也是板模塗鴉的大本營。在20世紀間如Blek le Rat和Banksy 等鼎鼎大名的世界級街頭藝術大師的作品經常在街上出現。這些作品受到地方議會的支持並保留下來。有名的地點包括Brunswick, Carlton, 斐茲洛伊區, Northcote, 和city centre 包括有名的 Hosier Lane。
伯斯 也有些小型的街頭藝術場景。雪梨的街頭藝術可參考Newtown area graffiti and street art.
紐西蘭: 在2009年時奧克蘭用精良的街頭藝術裝飾了城市,奧克蘭市議會允許街頭藝術家使用電箱當畫布進行創作。而當地的街頭藝術團體 TMD (The Most Dedicated)則兩度贏得了德國的國際比賽"Write For Gold"。Surplus Bargains則是當地的另一個街頭藝術團體。
雖然街頭藝術在南非並不像在歐洲那樣盛行,但在約翰內斯堡的中心Newtown區是這個城市的街頭藝術中心。"City Of Gold International Urban Art Festival"在2012年4月時同Braamfontein的公民和學生一同舉辦。
紐約時報在2011年報導寫著開羅正在逐漸崛起成為街頭藝術的中心。呼籲Mubarak政權被推翻的口號已經變成了美學和政治上的挑釁圖案。
來自埃及, 突尼斯, 葉門, 和利比亞的街頭藝術因阿拉伯之春而被染上惡名,在2012年亦有展覽Madrid' s Casa Árabe.

### 台灣的街頭藝術
以台北市西門町的電影街為最盛行的區域,目前蓬勃發展中。
較為知名的台灣街頭藝術家包括ANO、Bounce、Candybird、COLASA、DEBE、DDT、Mr.OGAY、Reach等人。

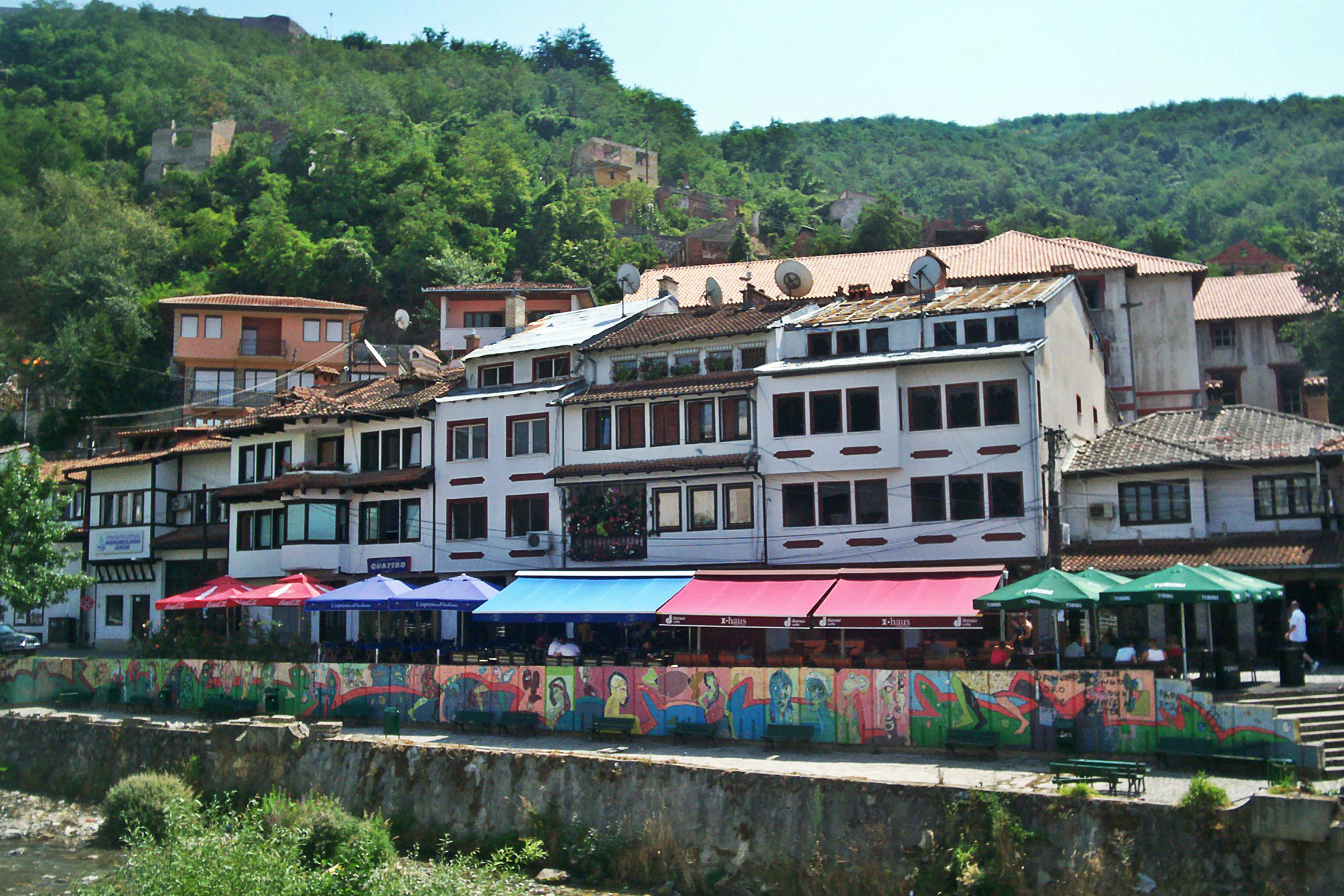
Street art in the old city of Prizren, Kosovo.
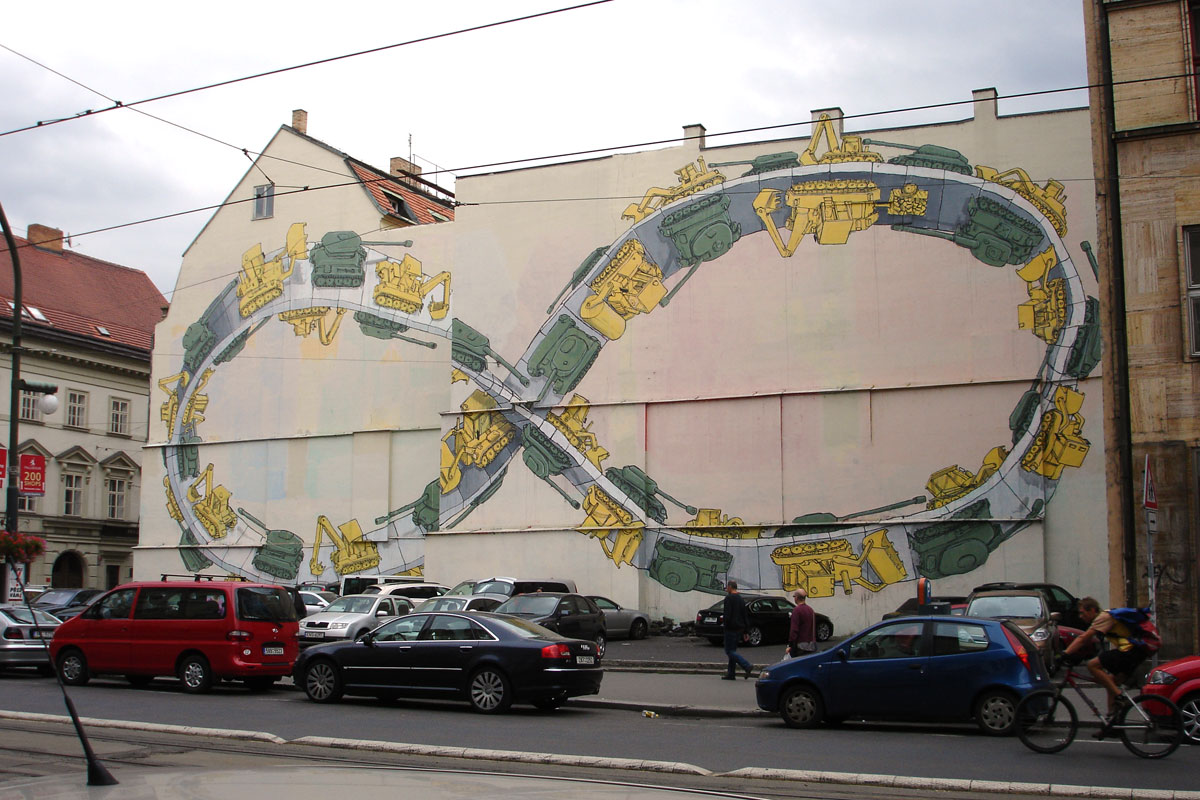
Mural by BLU, Gaza Strip, Praha.
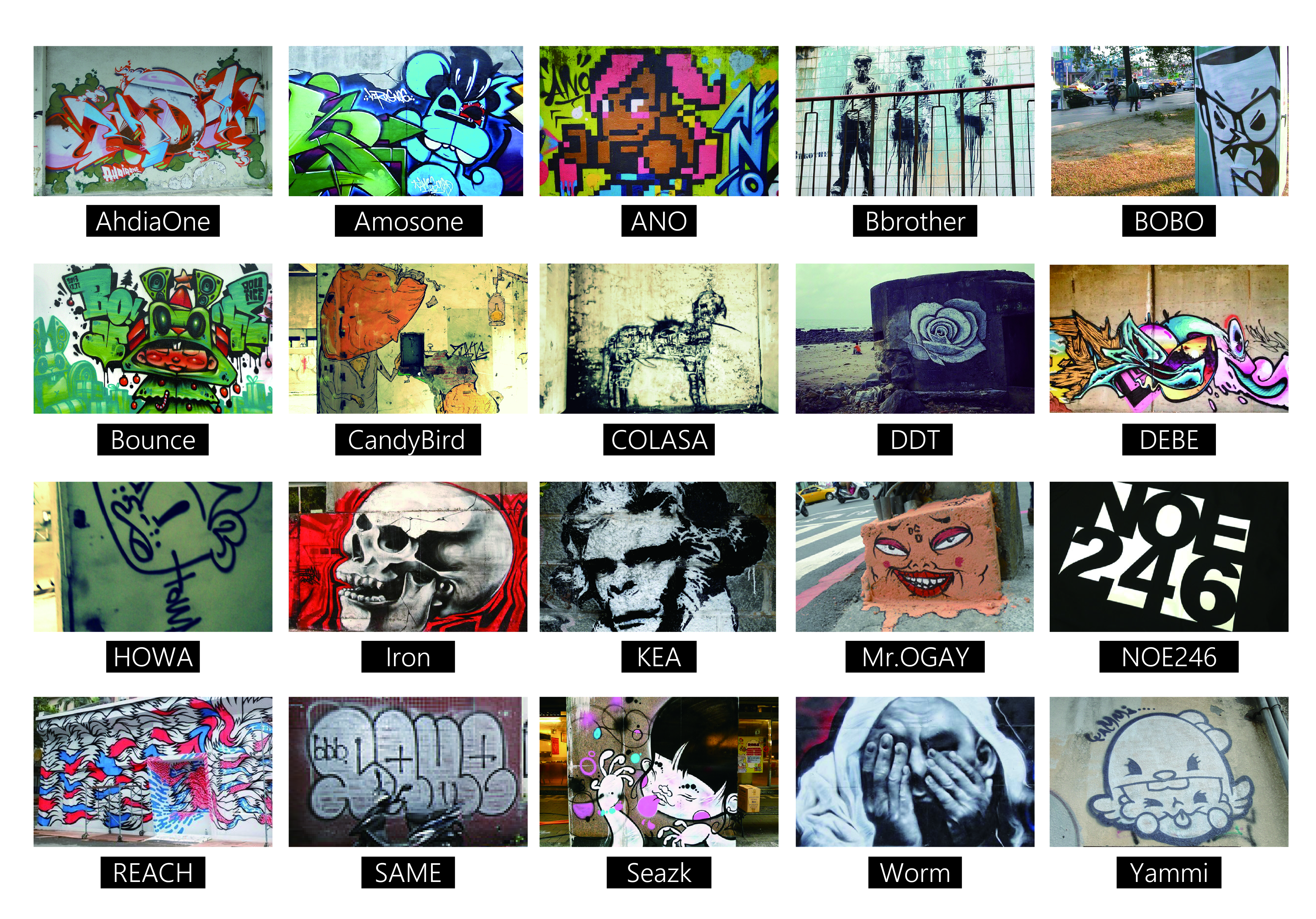
台灣常見的街頭藝術

## 節慶和會議
薩拉索塔粉筆藝術節(Sarasota Chalk Festival)創立於2007年的街頭藝術盛會,一開始邀請全美的街頭藝術家們,並很快拓展到國際。在2011年時藝術節推出了 Going Vertical 壁畫計畫,其中的Cellograph 項目使得來自世界各地的街頭藝術家在此留下各種街頭藝術的創作。許多國際的電影也在這個藝術節的壁畫,街頭藝術及節慶中的特定事件中誕生。
Living Walls是由2009年開始舉辦的每年一度街頭藝術會議。在2010年時於亞特蘭大舉行,2011則由亞特蘭大和紐約阿爾巴尼亞共同舉辦. Living Walls同時也促進了2011年在邁阿密巴塞爾藝術博覽會(Art Basel Miami Beach)的舉行。
RVA街頭藝術節(The RVA Street Art Festival)是由2012年弗吉尼亞洲的里奇蒙所舉辦的街頭藝術節慶。這個節慶是由Edward Trask和Jon Baliles組織而成,在2012年時這個節慶在Canal Walk中舉行;在2013年時則在Cary Street廢棄的GRTC中舉行。

### 紀錄片
- RASH（英语：RASH (film)） (2005), a feature-length documentary by Mutiny Media exploring the cultural value of Australian street art and graffiti
- Roadsworth: Crossing the Line (2007), a documentary film about the legal struggle of Montreal street artist Roadsworth
- Bomb It（英语：Bomb It） (2008), a documentary film about graffiti and street art around the world
- Exit Through the Gift Shop (2010), a documentary created by the artist Banksy about Thierry Guetta（英语：Thierry Guetta）
- Street Art Awards （页面存档备份，存于） (2010), opening of the street art festival in Berlin
- Las Calles Hablan （页面存档备份，存于） (2013), Las Calles Hablan, a feature-length documentary about street art in Barcelona
- Style Wars（英语：Style Wars） (1983), a PBS documentary about graffiti artists in New York City featuring Seen（英语：Seen (artist)）, Kase2（英语：Jeff Brown (artist)）, Dez（英语：DJ Kay Slay） and Dondi（英语：DONDI）

## 延伸閱讀
- Robinson, David (1990) Soho Walls – Beyond Graffiti, Thames & Hudson, NY, ISBN 978-0-500-27602-0
- Bearman, Joshuah. . Modern Painters (artinfo.com). 2008-10-01  [2008-10-01]. （原始内容存档于2008-10-24）.
- Le Bijoutier (2008), This Means Nothing, Powerhouse Books, ISBN 978-1-57687-417-2
- Bou, Louis (2006), NYC BCN: Street Art Revolution, HarperCollins, ISBN 978-0-06-121004-4
- Bou, Louis (2005), Street Art: Graffiti, stencils, stickers & logos, Instituto Monsa de ediciones, S.A., ISBN 978-84-96429-11-6
- Chaffee, Lyman. . Westport, CT: Greenwood Press. 1993. ISBN 0-313-28808-9.
- Combs, Dave and Holly (2008), PEEL: The Art of the Sticker, Mark Batty Publisher（英语：Mark Batty Publisher）, ISBN 0-9795546-0-8
- Fairey, Shepard（英语：Shepard Fairey） (2008), Obey: E Pluribus Venom: The Art of Shepard Fairey, Gingko Press, ISBN 978-1-58423-295-7
- Fairey, Shepard (2009), Obey: Supply & Demand, The Art of Shepard Fairey, Gingko Press, ISBN 978-1-58423-349-7
- Gavin, Francesca (2007), Street Renegades: New Underground Art, Laurence King Publishers, ISBN 978-1-85669-529-9
- Goldstein, Jerry (2008), Athens Street Art, Athens: Athens News, ISBN 978-960-89200-6-4
- Harrington, Steven P. and Rojo, Jaime (2008), Brooklyn Street Art, Prestel, ISBN 978-3-7913-3963-4
- Harrington, Steven P. and Rojo, Jaime (2010), Street Art New York, Prestel, ISBN 978-3-7913-4428-7
- Hundertmark, Christian (2005), The Art Of Rebellion: The World Of Street Art, Gingko Press, ISBN 978-1-58423-157-8
- Hundertmark, Christian (2006), The Art Of Rebellion 2: World of Urban Art Activism, Gingko Press, ISBN 978-3-9809909-4-3
- Jakob, Kai (2009), Street Art in Berlin, Jaron, ISBN 978-3-89773-596-5
- Longhi, Samantha (2007), Stencil History X, Association C215, ISBN 978-2-9525682-2-7
- Manco, Tristan (2002), Stencil Graffiti, Thames and Hudson, ISBN 0-500-28342-7
- Manco, Tristan (2004), Street Logos, Thames and Hudson, ISBN 0-500-28469-5
- Marziani, Gianluca (2009), Scala Mercalli: The Creative Earthquake of Italian Street Art, Drago Publishing, ISBN 978-88-88493-42-8
- Mathieson, Eleanor & A. Tàpies, Xavier (2009): Street Artists, The Complete Guide.Graffito Books, London. ISBN 978-0-9560284-1-9
- Palmer, Rod (2008), Street Art Chile, Eight Books, ISBN 978-0-9554322-1-7
- Rasch, Carsten (2014), STREET ART: From around the World - stencil graffiti - wheatpasted poster art - sticker art - Volume I, Hamburg, ISBN 978-3-73860-931-8
- Riggle, Nicholas Alden (2010), "Street Art: The Transfiguration of the Commonplaces," Journal of Aesthetics and Art Criticism, Vol. 68, Issue 3 (248–257).
- Schwartzman, Allan (1985), Street Art, The Dial Press, ISBN 978-0-385-19950-6
- Strike, Christian and Rose, Aaron (August 2005), Beautiful Losers: Contemporary Art and Street Culture, Distributed Art Publishers, ISBN 1-933045-30-2
- Walde, Claudia (2007), Sticker City: Paper Graffiti Art (Street Graphics / Street Art Series), Thames & Hudson, ISBN 978-0-500-28668-5
- Walde, Claudia (2011), Street Fonts – Graffiti Alphabets From Around The World, Thames & Hudson, ISBN 978-0-500-51559-4
- Williams, Sarah Jaye, ed. (2008), Philosophy of Obey (Obey Giant): The Formative Years (1989–2008), Nerve Books UK.

## 外部連結
- 维基共享资源上的相關多媒體資源：街頭藝術
- 中的“Street Art”